# Eisschnelllauf-Einzelstreckenweltmeisterschaften 2000

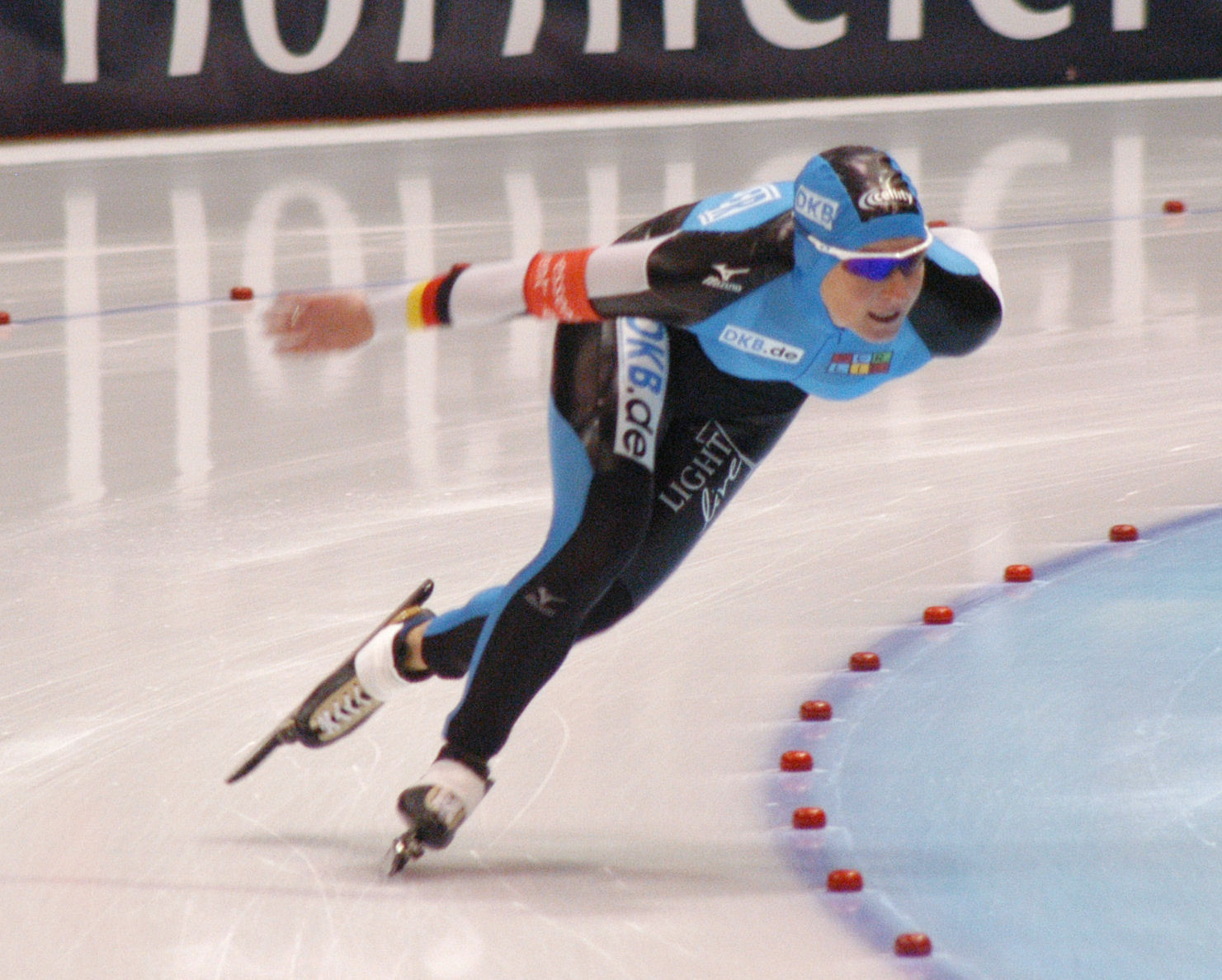
Claudia Pechstein – mit 2× Gold und 1× Silber die erfolgreichste Sportlerin der Einzelstrecken-WM

Die 5. Einzelstreckenweltmeisterschaften wurden vom 3. bis 5. März 2000 im japanischen Nagano in der M-Wave ausgetragen.

## Teilnehmende Nationen
- 120 Sportler aus 21 Nationen nahmen an der Meisterschaft teil

| Teilnehmende Nationen             | Teilnehmende Nationen                              | Teilnehmende Nationen            | Teilnehmende Nationen                    | Teilnehmende Nationen  | Teilnehmende Nationen       |
| --------------------------------- | -------------------------------------------------- | -------------------------------- | ---------------------------------------- | ---------------------- | --------------------------- |
| Österreich Belgien Belarus Kanada | Volksrepublik China Tschechien Finnland Frankreich | Deutschland Ungarn Italien Japan | Kasachstan Südkorea Niederlande Norwegen | Polen Russland Schweiz | Schweden Vereinigte Staaten |

## Sieger
- Zeigt die drei Medaillenplätze der einzelnen Distanzen

### Frauen
| Distanz      | Gold                     | Silber                   | Bronze              |
| ------------ | ------------------------ | ------------------------ | ------------------- |
| 2× 500 Meter | Monique Garbrecht        | Swetlana Schurowa        | Catriona LeMay-Doan |
| 1.000 Meter  | Monique Garbrecht        | Marianne Timmer          | Chris Witty         |
| 1.500 Meter  | Claudia Pechstein        | Anni Friesinger          | Emese Hunyady       |
| 3.000 Meter  | Claudia Pechstein        | Gunda Niemann-Stirnemann | Maki Tabata         |
| 5.000 Meter  | Gunda Niemann-Stirnemann | Claudia Pechstein        | Tonny de Jong       |

### Männer
| Distanz      | Gold             | Silber       | Bronze             |
| ------------ | ---------------- | ------------ | ------------------ |
| 2× 500 Meter | Hiroyasu Shimizu | Mike Ireland | Jeremy Wotherspoon |
| 1.000 Meter  | Ådne Søndrål     | Jan Bos      | Mike Ireland       |
| 1.500 Meter  | Ids Postma       | Ådne Søndrål | Jan Bos            |
| 5.000 Meter  | Gianni Romme     | Bob de Jong  | Keiji Shirahata    |
| 10.000 Meter | Gianni Romme     | Bob de Jong  | Frank Dittrich     |

## Wettbewerbe

### Frauen

#### 2× 500 Meter
- Die Zeiten beider 500 m Läufe in Sekunden, werden addiert und ergeben die Gesamtpunktzahl

| Platz | Name                | Land               | 1. Lauf 500 Meter | 2. Lauf 500 Meter | Gesamt- punkte |
| ----- | ------------------- | ------------------ | ----------------- | ----------------- | -------------- |
| 1     | Monique Garbrecht   | Deutschland        | 38,78 (2)         | 38,70 (1)         | 77,48          |
| 2     | Swetlana Schurowa   | Russland           | 38,79 (3)         | 38,85 (6)         | 77,64          |
| 3     | Catriona LeMay-Doan | Kanada             | 38,96 (5)         | 38,82 (4)         | 77,78          |
| 4     | Sayuri Ōsuga        | Japan              | 38,93 (4)         | 38,88 (7)         | 77,81          |
| 5     | Eriko Sanmiya       | Japan              | 39,07 (8)         | 38,81 (3)         | 77,88          |
| 6     | Susan Auch          | Kanada             | 39,01 (6)         | 38,92 (8)         | 77,93          |
| 7     | Chris Witty         | Vereinigte Staaten | 39,01 (6)         | 38,96 (10)        | 77,97          |
| 8     | Tomomi Okazaki      | Japan              | 39,16 (9)         | 38,82 (4)         | 77,98          |
| 9     | Andrea Nuyt         | Niederlande        | 38,68 (1)         | 39,35 (12)        | 78,03          |
| 10    | Marianne Timmer     | Niederlande        | 39,44 (12)        | 38,80 (2)         | 78,24          |
|       |                     |                    |                   |                   |                |
| 12    | Sabine Völker       | Deutschland        | 39,28 (10)        | 39,22 (11)        | 78,50          |
| 16    | Jenny Wolf          | Deutschland        | 39,94 (18)        | 39,55 (16)        | 79,49          |
| 18    | Emese Hunyady       | Österreich         | 39,82 (16)        | 39,95 (18)        | 79,77          |

#### 1.000 Meter
| Platz | Name                 | Land               | Zeit    |
| ----- | -------------------- | ------------------ | ------- |
| 1     | Monique Garbrecht    | Deutschland        | 1:16,59 |
| 2     | Marianne Timmer      | Niederlande        | 1:16,71 |
| 3     | Chris Witty          | Vereinigte Staaten | 1:17,28 |
| 4     | Andrea Nuyt          | Niederlande        | 1:17,36 |
| 5     | Edel Therese Høiseth | Norwegen           | 1:17,38 |
| 6     | Sabine Völker        | Deutschland        | 1:17,52 |
| 7     | Eriko Sanmiya        | Japan              | 1:17,94 |
| 8     | Susan Auch           | Kanada             | 1:18,27 |
| 9     | Annamarie Thomas     | Niederlande        | 1:18,32 |
| 10    | Aki Tonoike          | Japan              | 1:18,34 |
|       |                      |                    |         |
| 17    | Marion Wohlrab       | Deutschland        | 1:19,70 |

#### 1.500 Meter
| Platz | Name                | Land                | Zeit    |
| ----- | ------------------- | ------------------- | ------- |
| 1     | Claudia Pechstein   | Deutschland         | 1:58,43 |
| 2     | Anni Friesinger     | Deutschland         | 1:58,62 |
| 3     | Emese Hunyady       | Österreich          | 1:58,97 |
| 4     | Song Li             | Volksrepublik China | 1:59,38 |
| 5     | Swetlana Baschanowa | Russland            | 1:59,46 |
| 6     | Annamarie Thomas    | Niederlande         | 1:59,61 |
| 7     | Jennifer Rodriguez  | Vereinigte Staaten  | 1:59,99 |
| 8     | Chris Witty         | Vereinigte Staaten  | 2:00,15 |
| 9     | Maki Tabata         | Japan               | 2:00,38 |
| 10    | Renate Groenewold   | Niederlande         | 2:00,42 |

#### 3.000 Meter
| Platz | Name                     | Land               | Zeit    |
| ----- | ------------------------ | ------------------ | ------- |
| 1     | Claudia Pechstein        | Deutschland        | 4:05,68 |
| 2     | Gunda Niemann-Stirnemann | Deutschland        | 4:05,75 |
| 3     | Maki Tabata              | Japan              | 4:09,18 |
| 4     | Tonny de Jong            | Niederlande        | 4:09,20 |
| 5     | Anni Friesinger          | Deutschland        | 4:09,34 |
| 6     | Renate Groenewold        | Niederlande        | 4:10,46 |
| 7     | Swetlana Baschanowa      | Russland           | 4:12,02 |
| 8     | Barbara de Loor          | Niederlande        | 4:13,47 |
| 9     | Warwara Baryschewa       | Russland           | 4:13,78 |
| 10    | Jennifer Rodriguez       | Vereinigte Staaten | 4:13,91 |

#### 5.000 Meter
| Platz | Name                     | Land        | Zeit    |
| ----- | ------------------------ | ----------- | ------- |
| 1     | Gunda Niemann-Stirnemann | Deutschland | 6:58,71 |
| 2     | Claudia Pechstein        | Deutschland | 7:00,68 |
| 3     | Tonny de Jong            | Niederlande | 7:06,30 |
| 4     | Carien Kleibeuker        | Niederlande | 7:09,15 |
| 5     | Swetlana Baschanowa      | Russland    | 7:13,12 |
| 6     | Anni Friesinger          | Deutschland | 7:13,23 |
| 7     | Maki Tabata              | Japan       | 7:13,75 |
| 8     | Barbara de Loor          | Niederlande | 7:15,47 |
| 9     | Eriko Seo                | Japan       | 7:17,99 |
| 10    | Swetlana Vysokowa        | Russland    | 7:25,23 |

### Männer

#### 2× 500 Meter
- Die Zeiten beider 500 m Läufe in Sekunden, werden addiert und ergeben die Gesamtpunktzahl

| Platz | Name               | Land               | 1. Lauf 500 Meter | 2. Lauf 500 Meter | Gesamt- punkte |
| ----- | ------------------ | ------------------ | ----------------- | ----------------- | -------------- |
| 1     | Hiroyasu Shimizu   | Japan              | 35,30 (1)         | 35,19 (1)         | 70,49          |
| 2     | Mike Ireland       | Kanada             | 35,80 (4)         | 35,34 (2)         | 71,14          |
| 3     | Jeremy Wotherspoon | Kanada             | 35,75 (2)         | 35,62 (3)         | 71,38          |
| 4     | Grunde Njøs        | Norwegen           | 35,76 (3)         | 35,81 (4)         | 71,56          |
| 5     | Jan Bos            | Niederlande        | 35,84 (5)         | 36,04 (10)        | 71,88          |
| 5     | Casey Fitzrandolph | Vereinigte Staaten | 35,89 (6)         | 35,99 (6)         | 71,88          |
| 7     | Michael Künzel     | Deutschland        | 36,00 (7)         | 36,00 (7)         | 72,00          |
| 7     | Toyoki Takeda      | Japan              | 36,05 (8)         | 35,95 (5)         | 72,00          |
| 9     | Patrick Bouchard   | Kanada             | 36,06 (10)        | 36,02 (8)         | 72,08          |
| 10    | Erben Wennemars    | Niederlande        | 36,17 (11)        | 36,14 (12)        | 72,31          |
|       |                    |                    |                   |                   |                |
| 21    | Jan Waterstradt    | Deutschland        | 36,96 (24)        | 36,41 (17)        | 73,37          |

#### 1.000 Meter
| Platz | Name                | Land               | Zeit    |
| ----- | ------------------- | ------------------ | ------- |
| 1     | Ådne Søndrål        | Norwegen           | 1:09,96 |
| 2     | Jan Bos             | Niederlande        | 1:09,98 |
| 3     | Mike Ireland        | Kanada             | 1:10,58 |
| 4     | Jeremy Wotherspoon  | Kanada             | 1:10,65 |
| 5     | Jason Parker        | Kanada             | 1:10,77 |
| 6     | Erben Wennemars     | Niederlande        | 1:10,83 |
| 7     | Hiroyasu Shimizu    | Japan              | 1:10,84 |
| 8     | Casey Fitzrandolph  | Vereinigte Staaten | 1:11,02 |
| 9     | Jakko Jan Leeuwangh | Niederlande        | 1:11,21 |
| 10    | Christian Breuer    | Deutschland        | 1:11,26 |
|       |                     |                    |         |
| 13    | Michael Künzel      | Deutschland        | 1:11,47 |

#### 1.500 Meter
| Platz | Name                | Land               | Zeit    |
| ----- | ------------------- | ------------------ | ------- |
| 1     | Ids Postma          | Niederlande        | 1:47,98 |
| 2     | Ådne Søndrål        | Norwegen           | 1:48,61 |
| 3     | Jan Bos             | Niederlande        | 1:48,66 |
| 4     | Hiroyuki Noake      | Japan              | 1:48,99 |
| 5     | Jason Parker        | Kanada             | 1:49,41 |
| 6     | Jakko Jan Leeuwangh | Niederlande        | 1:49,47 |
| 7     | Alexander Kibalko   | Russland           | 1:49,65 |
| 8     | Christian Breuer    | Deutschland        | 1:49,68 |
| 9     | Steven Elm          | Kanada             | 1:49,78 |
| 10    | Derek Parra         | Vereinigte Staaten | 1:49,92 |

#### 5.000 Meter
| Platz | Name                 | Land        | Zeit    |
| ----- | -------------------- | ----------- | ------- |
| 1     | Gianni Romme         | Niederlande | 6:23,31 |
| 2     | Bob de Jong          | Niederlande | 6:25,40 |
| 3     | Keiji Shirahata      | Japan       | 6:31,16 |
| 4     | Frank Dittrich       | Deutschland | 6:32,62 |
| 5     | Sicco Janmaat        | Niederlande | 6:34,18 |
| 6     | Bart Veldkamp        | Belgien     | 6:34,33 |
| 7     | Lasse Sætre          | Norwegen    | 6:36,16 |
| 8     | Roberto Sighel       | Italien     | 6:36,92 |
| 9     | Hiroyuki Noake       | Japan       | 6:40,69 |
| 10    | Takahiro Nozaki      | Japan       | 6:41,03 |
|       |                      |             |         |
| 14    | Martin Feigenwinter  | Schweiz     | 6:42,23 |
| 16    | Alexander Baumgärtel | Deutschland | 6:43,89 |
| 18    | Knut Morgenstern     | Deutschland | 6:44,17 |

#### 10.000 Meter
| Platz | Name                 | Land        | Zeit     |
| ----- | -------------------- | ----------- | -------- |
| 1     | Gianni Romme         | Niederlande | 13:12,27 |
| 2     | Bob de Jong          | Niederlande | 13:21,74 |
| 3     | Frank Dittrich       | Deutschland | 13:27,93 |
| 4     | Lasse Sætre          | Norwegen    | 13:35,46 |
| 5     | Bart Veldkamp        | Belgien     | 13:35,47 |
| 6     | Keiji Shirahata      | Japan       | 13:38,14 |
| 7     | Roberto Sighel       | Italien     | 13:46,10 |
| 8     | Takahiro Nozaki      | Japan       | 13:48,32 |
| 9     | Alexander Baumgärtel | Deutschland | 13:48,62 |
| 10    | Knut Morgenstern     | Deutschland | 13:49,12 |
|       |                      |             |          |
| 13    | Martin Feigenwinter  | Schweiz     | 13:54,05 |

## Gesamt
Die Medaillen im Teamwettbewerb fließen als einzelne Medaille in die Nationenwertung und in die Rangliste als eine Medaille je Starter ein
- Platz: Gibt die Reihenfolge der Athleten wieder. Diese wird durch die Anzahl der Goldmedaillen bestimmt. Bei gleicher Anzahl werden die Silbermedaillen verglichen, danach die Bronzemedaillen
- Name: Nennt den Namen des Athleten
- Land: Nennt das Land, für das der Athlet startete
- Gold: Nennt die Anzahl der gewonnenen Goldmedaillen
- Silber: Nennt die Anzahl der gewonnenen Silbermedaillen
- Bronze: Nennt die Anzahl der gewonnenen Bronzemedaillen
- Gesamt: Nennt die Anzahl aller gewonnenen Medaillen

### Top Ten
- Die Top Ten zeigt die Zehn erfolgreichsten Sportler (Frauen/Männer)

| Platz | Name                     | Land        | Gold | Silber | Bronze | Gesamt |
| ----- | ------------------------ | ----------- | ---- | ------ | ------ | ------ |
| 1.    | Claudia Pechstein        | Deutschland | 2    | 1      | 0      | 3      |
| 2.    | Monique Garbrecht        | Deutschland | 2    | 0      | 0      | 2      |
| 2.    | Gianni Romme             | Niederlande | 2    | 0      | 0      | 2      |
| 4.    | Gunda Niemann-Stirnemann | Deutschland | 1    | 1      | 0      | 2      |
| 4.    | Ådne Søndrål             | Norwegen    | 1    | 1      | 0      | 2      |
| 6.    | Hiroyasu Shimizu         | Japan       | 1    | 0      | 0      | 1      |
| 6.    | Ids Postma               | Niederlande | 1    | 0      | 0      | 1      |
| 8.    | Bob de Jong              | Niederlande | 0    | 2      | 0      | 2      |
| 9.    | Mike Ireland             | Kanada      | 0    | 1      | 1      | 2      |
| 9.    | Jan Bos                  | Niederlande | 0    | 1      | 1      | 2      |

### Nationenwertung
- Die Nationenwertung zeigt die erfolgreichsten Nationen (Frauen/Männer)

| Platz | Land               | Gold | Silber | Bronze | Gesamt |
| ----- | ------------------ | ---- | ------ | ------ | ------ |
| 1.    | Deutschland        | 5    | 3      | 1      | 9      |
| 2.    | Niederlande        | 3    | 4      | 2      | 9      |
| 3.    | Norwegen           | 1    | 1      | 0      | 2      |
| 4.    | Japan              | 1    | 0      | 2      | 3      |
| 5.    | Kanada             | 0    | 1      | 3      | 4      |
| 6.    | Russland           | 0    | 1      | 0      | 1      |
| 7.    | Österreich         | 0    | 0      | 1      | 1      |
| 7.    | Vereinigte Staaten | 0    | 0      | 1      | 1      |

### Frauen

#### Rangliste
- Die Rangliste zeigt die erfolgreichsten Sportlerinnen der Einzelstrecken-WM

| Platz | Name                     | Land        | Gold | Silber | Bronze | Gesamt |
| ----- | ------------------------ | ----------- | ---- | ------ | ------ | ------ |
| 1.    | Claudia Pechstein        | Deutschland | 2    | 1      | 0      | 3      |
| 2.    | Monique Garbrecht        | Deutschland | 2    | 0      | 0      | 2      |
| 3.    | Gunda Niemann-Stirnemann | Deutschland | 1    | 1      | 0      | 2      |
| 4.    | Anni Friesinger          | Deutschland | 0    | 1      | 0      | 1      |
| 4.    | Marianne Timmer          | Niederlande | 0    | 1      | 0      | 1      |
| 4.    | Swetlana Schurowa        | Russland    | 0    | 1      | 0      | 1      |
| 7.    | Emese Hunyady            | Österreich  | 0    | 0      | 1      | 1      |
| 7.    | Catriona LeMay-Doan      | Kanada      | 0    | 0      | 1      | 1      |
| 7.    | Maki Tabata              | Japan       | 0    | 0      | 1      | 1      |
| 7.    | Tonny de Jong            | Niederlande | 0    | 0      | 1      | 1      |

#### Nationenwertung
- Die Nationenwertung zeigt die erfolgreichste Nationen (Frauen)

| Platz | Land               | Gold | Silber | Bronze | Gesamt |
| ----- | ------------------ | ---- | ------ | ------ | ------ |
| 1.    | Deutschland        | 5    | 3      | 0      | 8      |
| 2.    | Niederlande        | 0    | 1      | 1      | 2      |
| 3.    | Russland           | 0    | 1      | 0      | 1      |
| 4.    | Österreich         | 0    | 0      | 1      | 1      |
| 4.    | Kanada             | 0    | 0      | 1      | 1      |
| 4.    | Japan              | 0    | 0      | 1      | 1      |
| 4.    | Vereinigte Staaten | 0    | 0      | 1      | 1      |

### Männer

#### Rangliste
- Die Rangliste zeigt die erfolgreichsten Sportler der Einzelstrecken-WM

| Platz | Name               | Land        | Gold | Silber | Bronze | Gesamt |
| ----- | ------------------ | ----------- | ---- | ------ | ------ | ------ |
| 1.    | Gianni Romme       | Niederlande | 2    | 0      | 0      | 2      |
| 2.    | Ådne Søndrål       | Norwegen    | 1    | 1      | 0      | 2      |
| 3.    | Hiroyasu Shimizu   | Japan       | 1    | 0      | 0      | 1      |
| 3.    | Ids Postma         | Niederlande | 1    | 0      | 0      | 1      |
| 5.    | Bob de Jong        | Niederlande | 0    | 2      | 0      | 2      |
| 6.    | Mike Ireland       | Kanada      | 0    | 1      | 1      | 2      |
| 6.    | Jan Bos            | Niederlande | 0    | 1      | 1      | 2      |
| 8.    | Jeremy Wotherspoon | Kanada      | 0    | 0      | 1      | 1      |
| 8.    | Frank Dittrich     | Deutschland | 0    | 0      | 1      | 1      |
| 8.    | Keiji Shirahata    | Japan       | 0    | 0      | 1      | 1      |

#### Nationenwertung
- Die Nationenwertung zeigt die erfolgreichste Nationen (Männer)

| Platz | Land        | Gold | Silber | Bronze | Gesamt |
| ----- | ----------- | ---- | ------ | ------ | ------ |
| 1.    | Niederlande | 3    | 3      | 1      | 7      |
| 2.    | Norwegen    | 1    | 1      | 0      | 2      |
| 3.    | Japan       | 1    | 0      | 1      | 2      |
| 4.    | Kanada      | 0    | 1      | 2      | 3      |
| 5.    | Deutschland | 0    | 0      | 1      | 1      |